# (19258) Gongyi
(19258) Gongyi est un astéroïde de la ceinture principale.

## Description
(19258) Gongyi est un astéroïde de la ceinture principale. Il fut découvert le 24 mars 1995 à la station de Xinglong par le programme Beijing Schmidt CCD Asteroid Program. Il présente une orbite caractérisée par un demi-grand axe de 2,29 UA, une excentricité de 0,14 et une inclinaison de 7,5° par rapport à l'écliptique.

## Compléments